# Sándor Sallai
Sándor Sallai (Debrecen, 26 de março de 1960) é um ex-futebolista húngaro que disputou duas Copas do Mundo por seu país. Atuou pela Seleção Magiar, entre 1981 e 1989, como zagueiro.

## Biografia
Fez sua estréia pela seleção húngara, em 1981. O atleta teve 55 participações e marcou um gol, até 1989. Sallai foi um dos participantes das Copas do Mundo de 1982 e 1986. A Hungria, em ambas as ocasiões, não conseguiu ultrapassar a fase de grupos.